# Sibylle Matter Brügger
Sibylle Matter Brügger (* 2. September 1973 in Hergiswil NW als Sibylle Matter) ist eine ehemalige Schweizer Triathletin, Olympionikin (2000) und Europameisterin Cross-Triathlon (2008). Sie wird in der Bestenliste Schweizer Triathletinnen auf der Ironman-Distanz auf dem 13. Rang geführt.(Stand: März 2024)

## Biografie
Matter wurde am 2. September 1973 in Hergiswil im Kanton Nidwalden geboren. Ihre sportliche Karriere begann 1984 als Schwimmerin im SV Kriens. Anfang der Neunzigerjahre wechselte Matter zum Triathlon. Ihre grössten Erfolge feierte sie mit den Siegen am Ironman Switzerland in Zürich 2008 und 2009, mit der Teilnahme an den Olympischen Spielen
2000 in Sydney und mit dem neunten Rang am Ironman Hawaii 2002. Matter ist promovierte Internistin und arbeitet in Bern als stellvertretende Leiterin eines sportmedizinischen Gesundheitszentrums.

## Werdegang

### Olympische Spiele 2000
Sibylle Matter startete 2000 bei den Olympischen Spielen in Sydney und belegte den 36. Rang. 2003 wurde sie in Nyon Schweizermeisterin Triathlon.
2001 und erneut 2004 konnte sie auf der Mitteldistanz (1,9 km Schwimmen, 90 km Radfahren und 21,1 km Laufen) in Grossbritannien den UK Ironman 70.3 für sich entscheiden.

### Vize-Weltmeisterin Cross-Triathlon 2005
2005 wurde sie auf Hawaii Vize-Weltmeisterin im Cross-Triathlon.
Im Oktober 2006 gewann sie den „Hawaiian Airlines Double“ – die Kombinationswertung von Ironman Hawaii und den Xterra World Championships. Im April 2007 wurde in Spanien sie Vize-Europameisterin Cross-Triathlon und sie konnte diesen Erfolg 2008 und 2009 wiederholen.
2008 konnte die ausgebildete Ärztin erneut den „Hawaiian Airlines Double“ für sich entscheiden. Sie gewann 2008 und 2009 den Ironman in Zürich.
Im April 2013 kam ihre Tochter  zur Welt und sie legte eine Mutterschaftspause ein. Sibylle Matter kehrte wieder ins Renngeschehen zurück und gewann im Juni 2015 im Rahmen des „Biennathlon“ den Cross-Triathlon in Biel. Seit 2019 tritt sie nicht mehr international in Erscheinung. Sibylle Matter Brügger lebt in Plaffeien und sie arbeitet als leitende Ärztin für Sportmedizin am Medbase Bern Zentrum.

## Sportliche Erfolge
| Datum/Jahr   | Rang | Wettbewerb                                    | Austragungsort  | Zeit        | Bemerkung                                                                                          |
| ------------ | ---- | --------------------------------------------- | --------------- | ----------- | -------------------------------------------------------------------------------------------------- |
| 7. Juni 2009 | 4    | Ironman 70.3 Switzerland                      | Rapperswil-Jona | 04:37:04    | |
| 5. Juni 2007 | 6    | Ironman 70.3 Florida                          | Orlando         |             | |
| 2007         | 2    | Ironman 70.3 Monaco                           | Monaco          |             | |
| 2007         | 3    | Ironman 70.3 Switzerland                      | Rapperswil-Jona |             | |
| 2004         | 1    | Half Ironman UK                               | Sherborne       | 04:25:16    | |
| 2003         | 1    | Schweizer Triathlon-Meisterschaften           | Nyon            |             | Schweizermeisterin Triathlon                                                                       |
| 2002         | 36   | Schweizer Triathlon-Meisterschaften           | Schwarzsee      |             | Matter beendete das Rennen trotz Magenkrämpfen (1,5 km Schwimmen, 40 km Radfahren und 9 km Laufen) |
| 2001         | 1    | Half Ironman UK                               | Llanberis       | 04:29:44    | |
| 13. Mai 2007 | 13   | ITU Triathlon World Cup                       | Rennes          | 02:03:19    | |
| 5. Aug. 2000 | 3    | FISU World University Triathlon Championships | Tiszaújváros    | 02:01:57    | |
| 2000         | 36   | Olympische Sommerspiele 2000                  | Sydney          | 02:13:25,38 | Bei den XXVII. Olympischen Spielen 2000 wurden erstmals zwei Wettbewerbe im Triathlon ausgetragen. |

| Datum/Jahr    | Rang | Wettbewerb             | Austragungsort | Zeit     | Bemerkung                                                                          |
| ------------- | ---- | ---------------------- | -------------- | -------- | ---------------------------------------------------------------------------------- |
| 6. Sep. 2009  | 3    | Triathlon de Gérardmer | Gérardmer      | 05:13:53 | Triathlon XL                                                                       |
| 12. Juli 2009 | 1    | Ironman Switzerland    | Zürich         | 09:14:35 | Sibylle Matter verteidigt ihren Titel aus dem Vorjahr.                             |
| 1. Okt. 2008  | 13   | Ironman Hawaii         | Hawaii         |          |                                                                                    |
| 13. Juni 2008 | 1    | Ironman Switzerland    | Zürich         | 09:30:12 | Sibylle Matter gewinnt mit knapp 5 min Vorsprung auf die Deutsche Kathrin Pätzold. |
| 24. Juni 2007 | 2    | Ironman Switzerland    | Zürich         |          |                                                                                    |
| 2006          | 20   | Ironman Hawaii         | Hawaii         | 09:54:16 |                                                                                    |
| 2005          | 2    | Ironman Florida        | Panama City    | 09:36:45 | zweiter Rang hinter Bella Comerford                                                |
| 16. Okt. 2002 | 9    | Ironman Hawaii         | Hawaii         | 09:42:51 |                                                                                    |

| Datum/Jahr    | Rang | Wettbewerb                                 | Austragungsort | Zeit       | Bemerkung                                                                                 |
| ------------- | ---- | ------------------------------------------ | -------------- | ---------- | ----------------------------------------------------------------------------------------- |
| 21. Juni 2015 | 1    | Biennathlon                                | Biel           | 03:08:12   | 1,5 km Schwimmen, 27 km Mountainbiking mit 1000 hm sowie 10 km Laufen mit 385 hm          |
| 10. Sep. 2011 | 2    | Xterra Switzerland Championships           | Prangins       | 02:48:30,7 | Zweite hinter der Französin Marion Lorblanchet                                            |
| 30. Mai 2010  | 3    | Xterra European Championships              | Orosei         |            | beim Xterra Italy                                                                         |
| 15. Aug. 2009 | 2    | Xterra Germany Championships               | Olbersdorf     | 02:50:12   |                                                                                           |
| 31. Mai 2009  | 2    | ETU Cross Triathlon European Championships | Sardinien      | 02:49:30   | Vize-Europameisterin hinter Renata Bucher bei der Xterra Italy                            |
| 26. Okt. 2008 | 1    | Hawaiian Airlines Double                   | Maui           | 13:12:08   |                                                                                           |
| 13. Sep. 2008 | 2    | ETU Cross-Triathlon European Championship  | Ameland        | 03:01:01   | Vize-Europameisterin Cross-Triathlon in Holland                                           |
| 1. Juni 2008  | 1    | Xterra European Championships              | Orosei         |            | Europameisterin Cross-Triathlon bei der Xterra Italy                                      |
| 25. Aug. 2007 | 2    | Xterra Austria Championships               | Klopeiner See  |            |                                                                                           |
| 18. Aug. 2007 | 2    | Xterra Denmark Championship                | Aarhus         | 02:21:32   | 1,5 km Schwimmen, 30 km MTB und 10 km Laufen                                              |
| 27. Mai 2007  | 3    | Xterra European Championships              | Orosei         |            | Xterra Italy                                                                              |
| 28. Apr. 2007 | 2    | ETU Cross-Triathlon European Championships | Ibiza          |            | Vize-Europameisterin Cross-Triathlon (1,5 km Schwimmen, 30 km MTB und 12 km Laufen)       |
| 29. Okt. 2006 | 1    | Hawaiian Airlines Double                   | Maui           | 13:14:06   | Sibylle Matter gewinnt in der Kombiwertung: Ironman Hawaii und Xterra World Championships |
| 29. Okt. 2006 | 3    | Xterra Triathlon World Championships       | Maui           | 03:19:50   |                                                                                           |
| 3. Sep. 2005  | 2    | Xterra Spain Championships                 | Bakio          |            |                                                                                           |
| 23. Okt. 2005 | 2    | Xterra Triathlon World Championships       | Maui           | 03:08:00   | Vize-Weltmeisterin im Cross-Triathlon – hinter der Kanadierin Melanie McQuaid             |

(DNF – Did Not Finish)